# Phil Mahre
Phillip Ferdinand Mahre (conocido como Phil Mahre; Yakima, 10 de mayo de 1957) es un deportista estadounidense que compitió en esquí alpino; campeón olímpico en Sarajevo 1984. Su hermano gemelo Steven compitió en el mismo deporte.

## Trayectoria
Participó en tres Juegos Olímpicos de Invierno, entre los años 1976 y 1984, obteniendo dos medallas, plata en Lake Placid 1980 y oro en Sarajevo 1984, ambas en la prueba de eslalon, y el quinto lugar en Innsbruck 1976 (eslalon gigante).
Ganó dos medallas en el Campeonato Mundial de Esquí Alpino de 1980, oro en la prueba combinada y plata en el eslalon.
En la Copa del Mundo consiguió veintisiete victorias y 69 podios en total. Ganó la clasificación general de la Copa del Mundo en tres ocasiones: 1981, 1982 y 1983.
Fue uno de los últimos portadores de la llama olímpica en la ceremonia de apertura de los Juegos Olímpicos de Salt Lake City 2002.
Recibió el Premio Skieur d’Or en 1983. En 1992 fue admitido en el Salón de la Fama del Comité Olímpico Estadounidense.
Después de retirarse del esquí, disputó algunas carreras automovilísticas de resistencia, llegando a terminar las 24 Horas de Daytona en 1988 y 1992. Dirige una escuela de esquí en Deer Valley (Utah).

## Palmarés internacional
| Juegos Olímpicos   | Juegos Olímpicos             | Juegos Olímpicos | Juegos Olímpicos |
| Año                | Lugar                        | Medalla          | Prueba           |
| ------------------ | ---------------------------- | ---------------- | ---------------- |
| 1980               | Lake Placid (Estados Unidos) | Medalla de plata | Eslalon          |
| 1984               | Sarajevo (Yugoslavia)        | Medalla de oro   | Eslalon          |
| Campeonato Mundial |                              |                  |                  |
| Año                | Lugar                        | Medalla          | Prueba           |
| 1980               | Lake Placid (Estados Unidos) | Medalla de oro   | Combinada        |
| 1980               | Lake Placid (Estados Unidos) | Medalla de plata | Eslalon          |